# Eosentomon zodion
Eosentomon zodion är en urinsektsart som beskrevs av Andrzej Szeptycki 1985. Eosentomon zodion ingår i släktet Eosentomon och familjen trakétrevfotingar. Inga underarter finns listade i Catalogue of Life.